# Parectopa quadristrigella
Parectopa quadristrigella là một loài bướm đêm thuộc họ Gracillariidae. Nó được tìm thấy ở Colombia.